# Gelb-Segge
Die Gelbe Segge (Carex flava), auch Große Gelbsegge genannt, ist eine Pflanzenart aus der Gattung Seggen (Carex) innerhalb der Familie der Sauergrasgewächse (Cyperaceae).

## Beschreibung

### Vegetative Merkmale

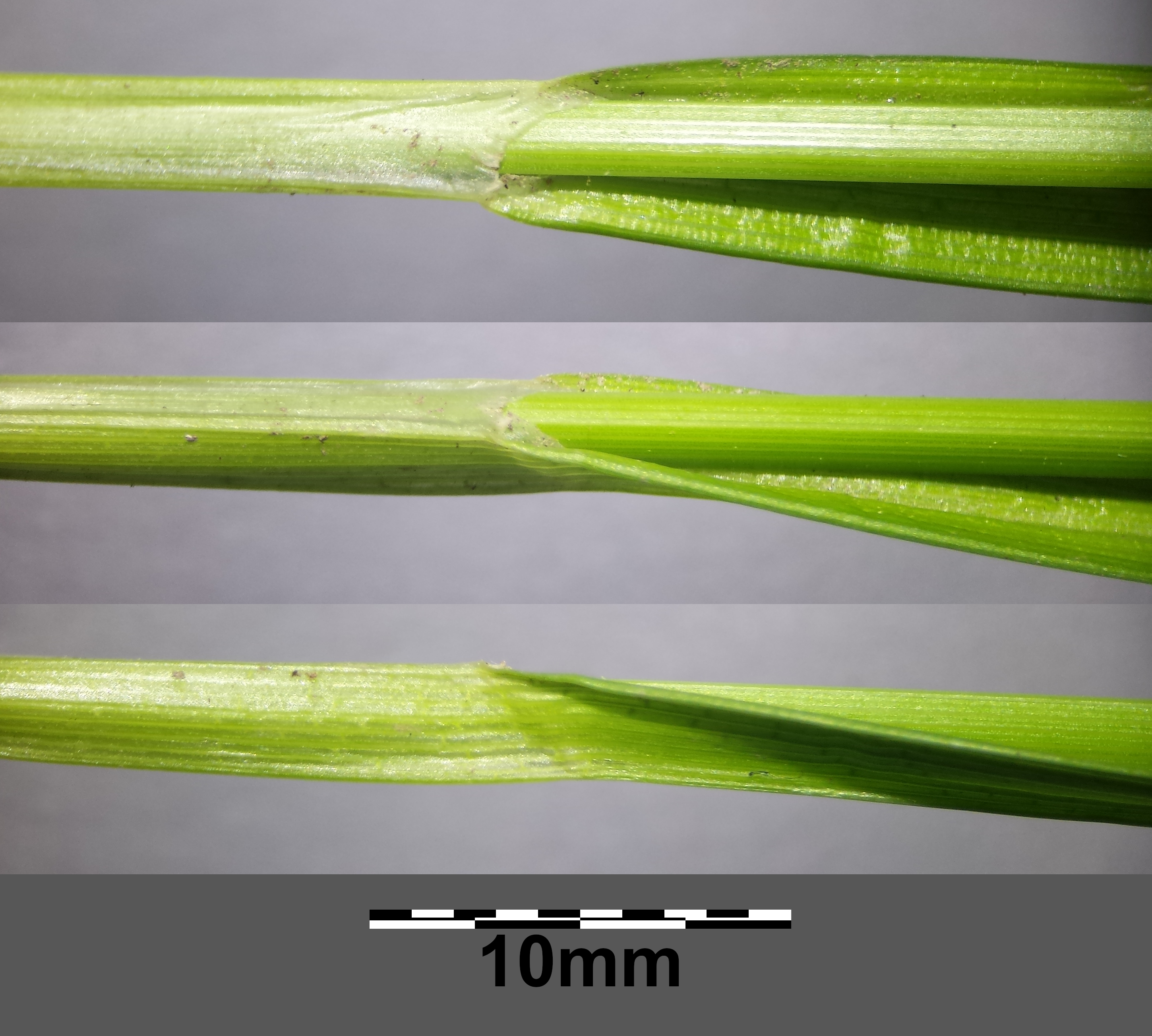
Stängel mit Blattscheide

Die Gelbe Segge ist eine ausdauernde krautige Pflanze und erreicht Wuchshöhen von 25 bis 70 Zentimetern. Mit ihrem Rhizom bildet sie dichte Rasen. Der steif aufrechte Stängel ist etwa 1 Millimeter dick, scharf dreikantig und etwa so lang oder länger wie die Laubblätter. Der Stängel ist glatt und in der unteren Hälfte und am Grunde beblättert. Die grundständigen Blattscheiden sind strohfarben bis hell-braun. Die Blatthäutchen sind etwa 1 Millimeter lang. Die Laubblätter sind 2 bis 5 Millimeter breit, hell-grün, später gelb-grün.

### Generative Merkmale

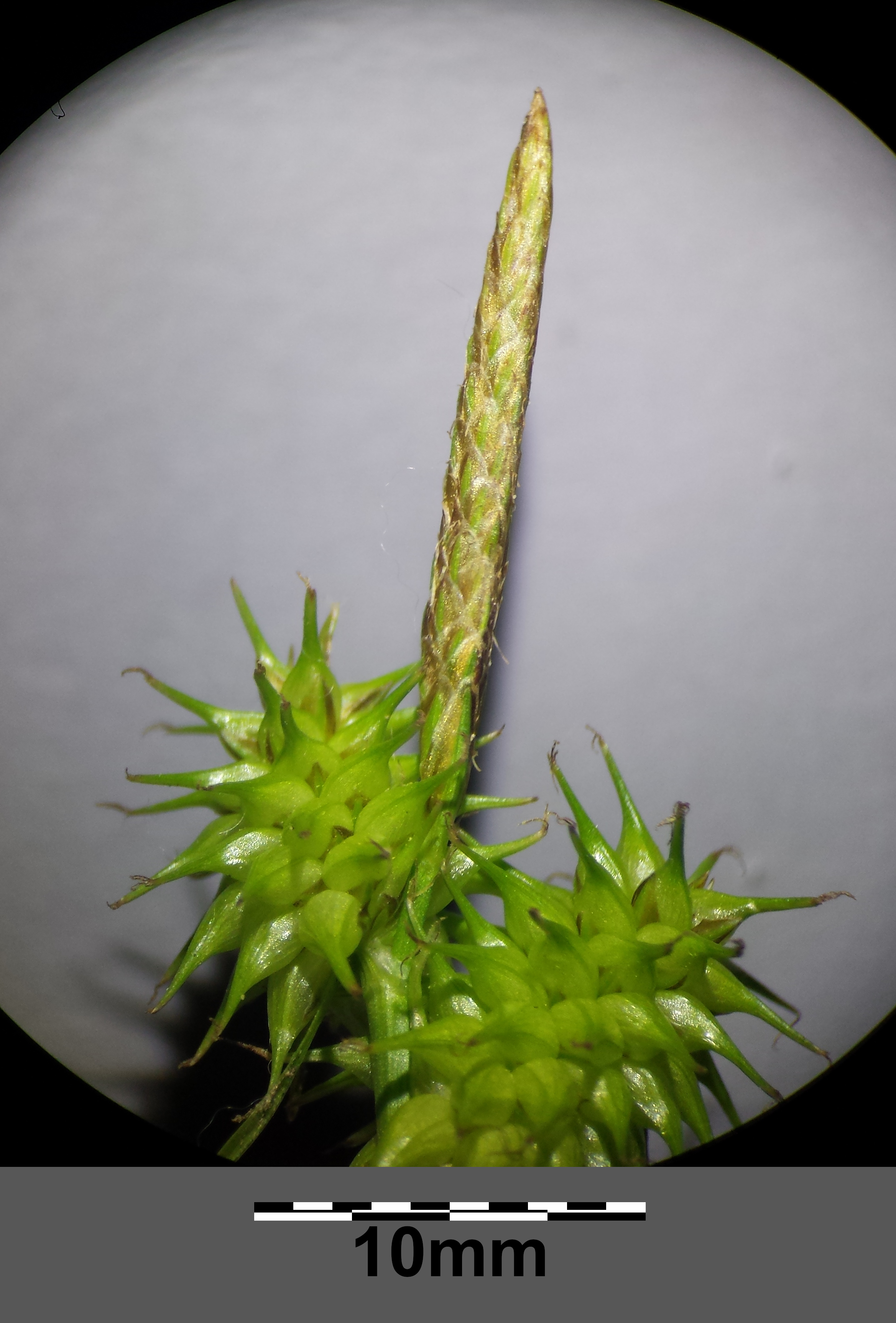
♂-Ähre (oben) und ♀-Ähren (unten) Carex flava var. flava

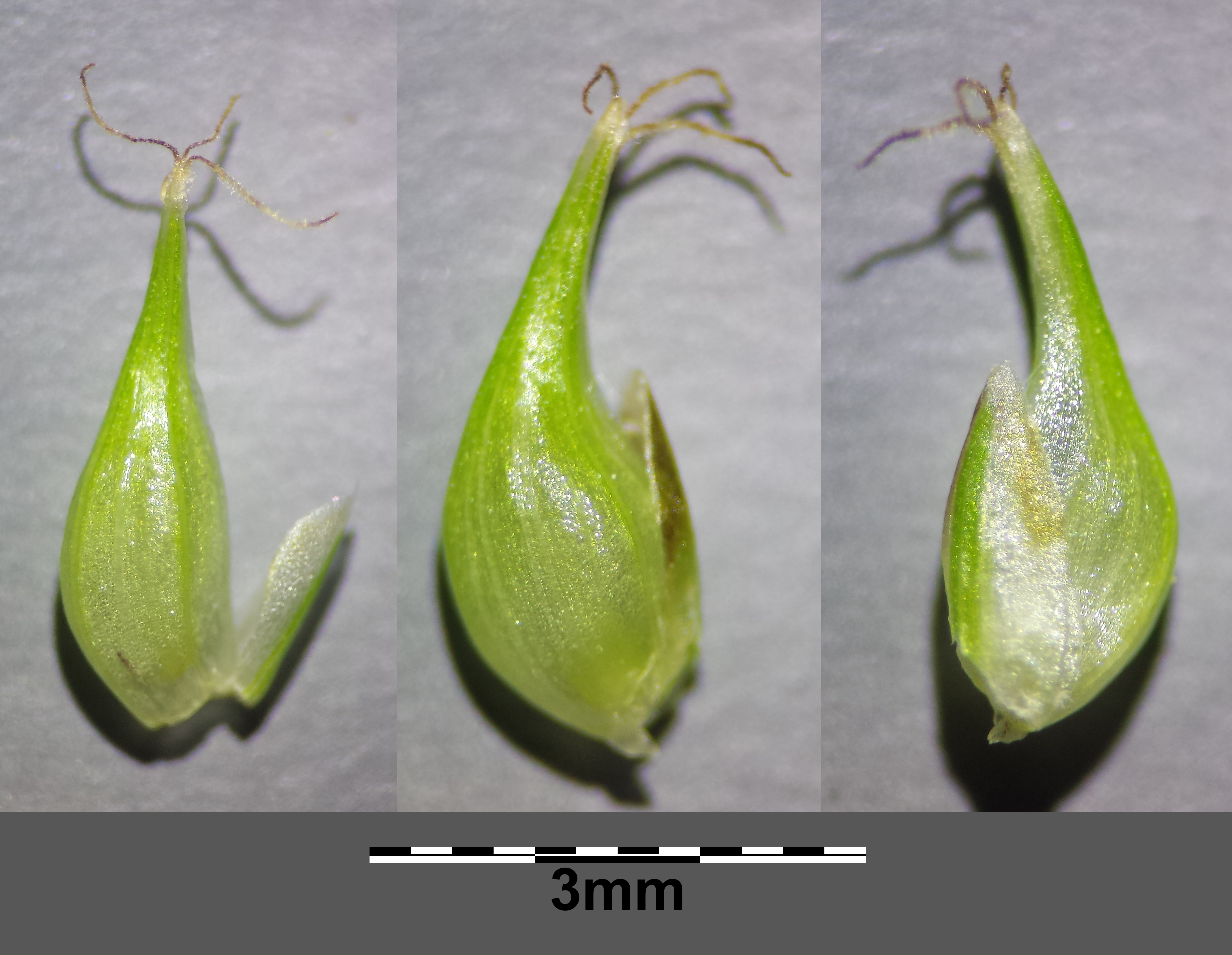
Fruchtschläuche Carex flava var. flava

Die Blütezeit reicht von Juni bis August. Die Hüllblätter sind meist viel länger als der Blütenstand, das unterste ist bis über 10 Zentimeter lang und steht schräg bis gerade vom Stängel ab. Der Blütenstand enthält zwei bis vier weibliche Ährchen und ein endständigen männliches Ährchen. Alle Ährchen sind einander genähert, nur das unterste ist manchmal etwas entfernt. Die weiblichen Ährchen sind sitzend oder kurz gestielt und sind bei einer Länge von 5 bis 15 Millimetern sowie einer Breite von 8 bis 10 Millimetern eiförmig bis kurz-zylindrisch die oberen kugelig. Das männliche Ährchen ist sitzend oder kurz gestielt und bei einer Länge von 10 bis 20 Millimetern sowie einer Breite von 2 bis 3 Millimetern länglich.
Die Spelzen der weiblichen Blüten sind bei einer Länge von etwa 3 Millimetern kürzer als die Schläuche und bei einer Breite von 1 bis 1,5 Millimetern länglich-eiförmig, am Grunde hell-grün, oberwärts hell- bis rot-braun, mit schmalen weißhäutigen Rändern und grünem Mittelstreifen. Die Schläuche sind abstehend, verkehrt-eiförmig, aufgeblasen, dreikantig, aber schief und an der einen Seite konvex, an der anderen Seite flach bis konkav; sie sind nach oben in einen langen, deutlich zweizähnigen Schnabel verschmälert. Der Schnabel ist etwa 3 Millimeter lang, der Fruchtschlauch insgesamt 3,5 bis 7 Millimeter lang. Es sind drei Narben vorhanden.
Die braune Frucht ist bei einer Länge von etwa 1,5 Millimetern sowie einer Breite von etwa 1 Millimeter relativ klein, verkehrt-eiförmig, dreikantig und füllt den Schlauch nicht aus.
Die Chromosomenzahl beträgt 2n = 60.

## Vorkommen

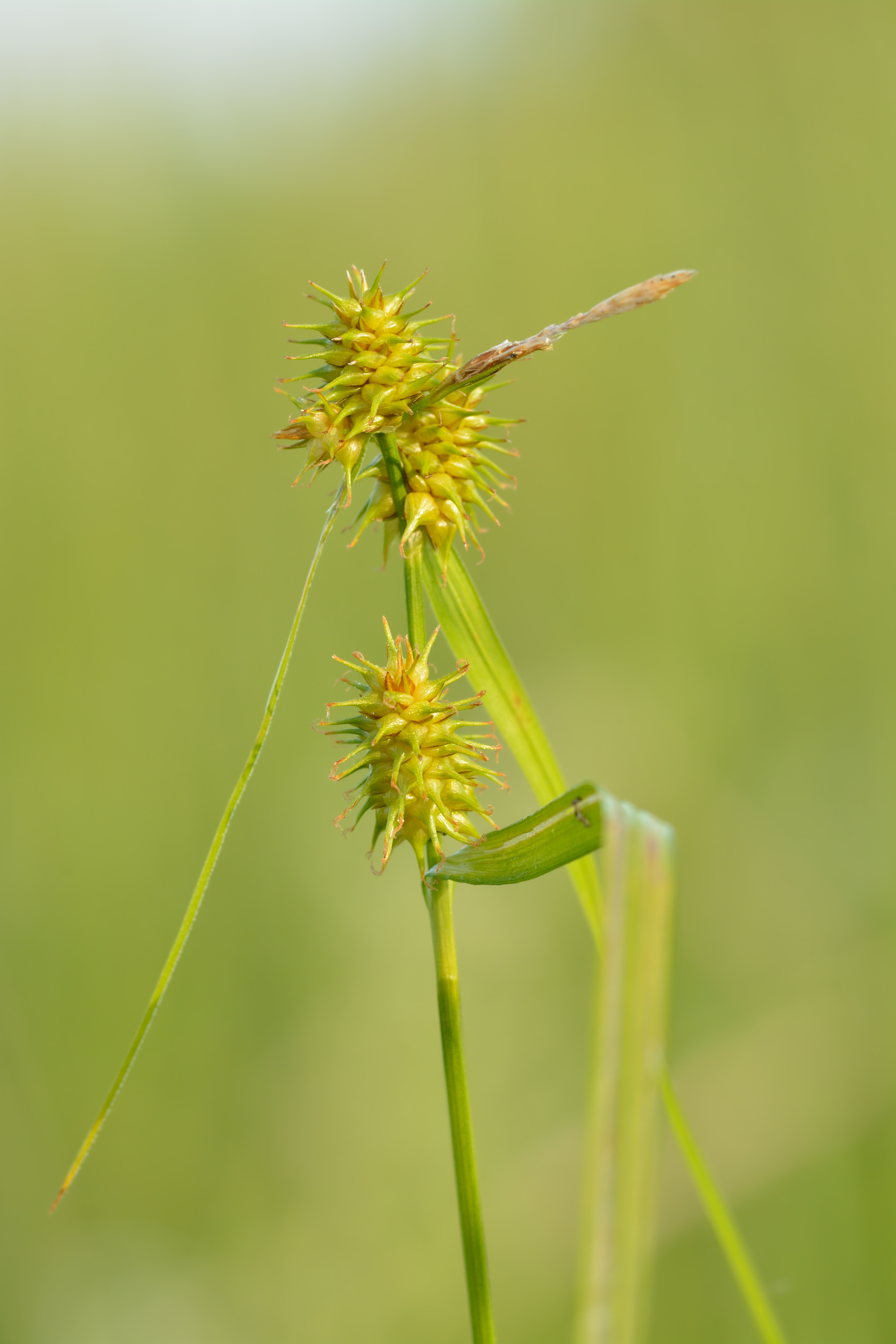
Gelb-Segge

Das Verbreitungsgebiet der Gelben Segge reicht auf der Nordhalbkugel von Europa und Nordwestafrika bis zum nordwestlichen Iran und von Kanada bis zu den nördlichen Vereinigten Staaten. In Europa kommt sie in fast allen Ländern vor und fehlt nur in Portugal, Irland, Nordmazedonien, Moldau und im europäischen Teil der Türkei. In Deutschland kommt sie im Süden, im Osten und in der Mitte zerstreut vor, ist sonst aber selten.
Die Gelbe Segge gedeiht in Mitteleuropa auf sickernassen, basen- und meist kalkreichen, mild-mäßig sauren Sumpfhumusböden in Kalk-, Nieder- und Quellmooren, auch in Binsenwiesen und an Waldwegen. Sie ist eine Charakterart der Ordnung Tofieldietalia. Sie steigt in den Bayerischen Alpen bis in eine Höhenlage von 1860 Meter auf.
Die ökologischen Zeigerwerte nach Landolt et al. 2010 sind in der Schweiz: Feuchtezahl F = 4+w+ (nass aber stark wechselnd), Lichtzahl L = 3 (halbschattig), Reaktionszahl R = 3 (schwach sauer bis neutral), Temperaturzahl T = 3 (montan), Nährstoffzahl N = 3 (mäßig nährstoffarm bis mäßig nährstoffreich), Kontinentalitätszahl K = 2 (subozeanisch).

## Systematik

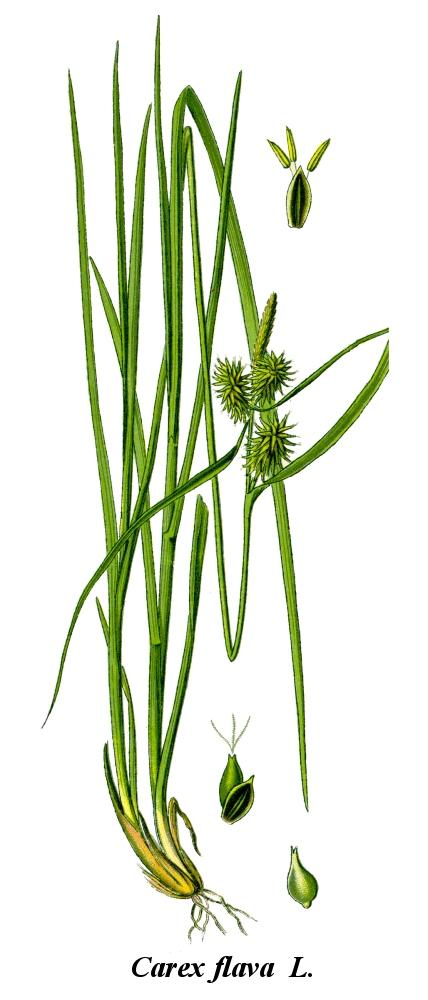
Illustration

Die Erstveröffentlichung von Carex flava erfolgte 1753 durch Carl von Linné in Species Plantarum, Tomus II, Seite 975. Synonyme für Carex flava L. sind: Carex echinata Lam. nom. illeg., Carex patula Host nom. illeg., Carex uetliaca Suter nom. superfl., Carex flavella V.I.Krecz., Carex flavofulva Beurl., Carex foliosa All., Carex laxior (Kük.) Mack., Carex viridis Honck., Carex lepidocarpa var. laxior Kük., Carex oederi var. microcarpa Font Quer, Carex nevadensis subsp. flavella (V.I.Krecz.) Patzke & Podlech, Carex nevadensis subsp. alpina (Kneuck.) Podlech, Carex flava subsp. alpina (Kneuck.) O.Bolòs, Carex flava subsp. macrorrhyncha Celak. nom. inval., Carex flava subsp. macrorrhyncha Celak. nom. inval., Carex flava var. alpina Kneuck., Carex flava var. barrerae O.Bolòs, Carex flava var. brevirostris Asch. & Graebn., Carex flava var. congesta Neuman, Carex flava var. deficiens Peterm., Carex flava var. densa Gaudin, Carex flava var. dispersa Neuman, Carex flava var. fertilis Peck, Carex flava var. gaspensis Fernald, Carex flava var. graminis L.H.Bailey, Carex flava var. intermedia Coss. & Germ., Carex flava var. laxior (Kük.) Gleason, Carex flava var. patula Klett & Richt., Carex flava var. pygmaea Andersson, Carex flava var. rectirostra Gaudin, Carex flava var. rectirostris Peterm., Carex flava var. uetliaca (Suter) Nyman, Carex flava var. vulgaris Döll.
Carex flava gehört zu einer Gruppe eng verwandter Arten, die als Gelb-Seggen (Carex flava agg.) zusammengefasst werden können.
Von Carex flava unterscheidet Oberdorfer 2001 zwei Varietäten, dagegen sind bei den anderen Autoren keine Subtaxa anerkannt, beispielsweise P. Jiménez-Mejías, S. Martín-Bravo, M. Luceño: Systematics and taxonomy of Carex sect. Ceratocystis (Cyperaceae) in Europe: A molecular and cytogenetic approach. In: Systematic Botany, Volume 37, 2012, S. 382–398 wertet alle Subtaxa als Synonyme.

### Botanische Geschichte
Historisch nach Oberdorfer 2001:
- Carex flava L. var. flava: Bei ihr sind die Fruchtschläuche allmählich in den Schnabel zusammengezogen und zuletzt zurückgeschlagen.
- Carex flava var. alpina Kneuck. (Syn.: Carex flavella Krecz.): Bei ihr sind die Fruchtschläuche plötzlich in den fast geraden Schnabel zusammengezogen und zuletzt allseitig abstehend. Sie kommt vor allem im Caricetum frigidae vor oder im feuchten Nardetum.[2] In den Allgäuer Alpen steigt sie in Bayern nahe der Koblachhütte nördlich Warth bis in eine Höhenlage von 1900 Meter auf.[7] Im Fimbatal in Tirol erreicht sie eine Höhenlage von 2300 Meter.[1]